# ホワイトライン
『ホワイトライン』（原題: White Lines）は、2020年から配信されているイギリスとスペインのテレビドラマシリーズ。兄の失踪事件の真相を追うためイビサ島を訪れた女性を描くミステリー・スリラー。出演はローラ・ハドック、ヌノ・ロペス、マルタ・ミランスなど。企画・製作はアレックス・ピナが務めた。2020年5月15日からNetflixが全世界に配信したのち、シーズン1限りで打ち切りとなった。

## あらすじ
20年前に失踪した兄の遺体が発見され、真相を追うためにイビサ島を訪れた妹のゾーイ。DJとして活躍していた兄の仲間たちに会いに行くが、徐々にイビザの快楽的で退廃的な世界へと引きずり込まれていく。

## キャスト

### メイン
ローラ・ハドック
役: ゾーイ
ヌノ・ロペス
役: ボクサー
マルタ・ミランス
役: キカ
ダニエル・メイズ
役: マーカス
ローレンス・フォックス
役: デヴィッド
アンジェラ・グリフィン
役: アナ
ファン・ディエゴ・ボト
役: オリオル
ペドロ・カサブランク
役: Andreu Calafat
ベレン・ロペス
役: Conchita Calafat
フランシス・マギー
役: クリント
トム・リース・ハリーズ
役: アクセル
セル・スペルマン
役: マーカス（若い頃）
カシウス・ネルソン
役: アナ（若い頃）
ジョニー・グリーン
役: デヴィッド（若い頃）
ジェイド・アレイン
役: Tanit Ward
ラファエル・モライス
役: ボクサー（若い頃）
ゾーイ・ムルヒムス
役: キカ（若い頃）

## エピソード
| 通算 話数 | タイトル                    | 監督        | 脚本      | 公開日        |
| --------- | --------------------------- | ----------- | --------- | ------------- |
| 1         | "エピソード1" "Episode 1"   | Nick Hamm   | Álex Pina | 2020年5月15日 |
| 2         | "エピソード2" "Episode 2"   | Nick Hamm   | Álex Pina | 2020年5月15日 |
| 3         | "エピソード3" "Episode 3"   | Luis Prieto | Álex Pina | 2020年5月15日 |
| 4         | "エピソード4" "Episode 4"   | Luis Prieto | Álex Pina | 2020年5月15日 |
| 5         | "エピソード5" "Episode 5"   | Luis Prieto | Álex Pina | 2020年5月15日 |
| 6         | "エピソード6" "Episode 6"   | Ashley Way  | Álex Pina | 2020年5月15日 |
| 7         | "エピソード7" "Episode 7"   | Ashley Way  | Álex Pina | 2020年5月15日 |
| 8         | "エピソード8" "Episode 8"   | Ashley Way  | Álex Pina | 2020年5月15日 |
| 9         | "エピソード9" "Episode 9"   | Nick Hamm   | Álex Pina | 2020年5月15日 |
| 10        | "エピソード10" "Episode 10" | Nick Hamm   | Álex Pina | 2020年5月15日 |

## 製作
2016年10月、Netflixは『ペーパー・ハウス』の生みの親であるアレックス・ピナの新シリーズの製作を発表した。撮影は2019年6月にバレアレス諸島で開始され、10月まで行われた。

## 評価

### 批評
第1シーズンは批評集積サイトのRotten Tomatoesに19件のレビューがあり、批評家支持率は63%、平均点は10点満点で6.57点となっている。また、Metacriticには7件のレビューがあり、加重平均値は50/100となっている。